# Tombānū
Tombānū (persiska: تمبانو, تُنبانو) är en ort i Iran.   Den ligger i provinsen Hormozgan, i den sydöstra delen av landet, 1 100 km sydost om huvudstaden Teheran. Tombānū ligger 32 meter över havet och antalet invånare är 815.
Terrängen runt Tombānū är platt åt sydväst, men åt nordost är den kuperad. Runt Tombānū är det ganska glesbefolkat, med 25 invånare per kvadratkilometer. Närmaste större samhälle är Mīnāb, 5,1 km öster om Tombānū. Omgivningarna runt Tombānū är i huvudsak ett öppet busklandskap.